# النكات وعلاقتها باللاوعي
النكات وعلاقتها باللاوعي (بالألمانية: Der Witz und seine Beziehung zum Unbewußten) كتاب للطبيب النمساوي ومؤسس علم التحليل النفسي سيغموند فرويد. صدر الكتاب عام 1905  وهو عن التحليل النفسي للنكات ويصف فرويد العمليات النفسية وتقنيات النكات، والتي يقارنها بعمليات وتقنيات الحلم واللاوعي.

## محتوى الكتاب
يزعم فرويد أن «استمتاعنا بالنكتة» يشير إلى ما يتم قمعه في حديث أكثر جدية. يجادل فرويد بأن نجاح النكتة يعتمد على الاقتصاد النفسي، حيث تسمح النكتة للفرد بالتغلب على الموانع. وفقًا لفرويد، فإن فهم تقنية النكات أمر ضروري لفهم النكات وعلاقتها باللاوعي، ومع ذلك، فإن هذه التقنيات هي التي تجعل النكتة مزحة. أشار فرويد أيضًا إلى أن المستمع الذي يضحك بشدة على النكتة لن يكون في الحالة المزاجية للتحقيق في أسلوبها. يشير فرويد إلى الأساليب الموجودة بالفعل للتحليل النفسي أو الفلسفي للنكات، ولا سيما أعمال جان بول وثيودور ليبس. وهذه الأساليب عبارة عن أجزاء متناثرة يود أن يراها «مجتمعة عضوياً لتشكيل الكل».  ومع ذلك، فإنه عند القيام بذلك، سيشير إلى نفس الأمثلة التي عمل بها أسلافه أيضًا.
ينقسم الكتاب إلى ثلاثة أقسام: «تحليلي» و«تركيبي» و«نظري».
الجزء التحليلي: يبدأ بملخص ممتاز للنظريات السابقة للكوميديا والمزاح والذكاء، متبوعًا بتصنيف نفسي دقيق للنكات بناءً على ميزات مثل التلاعب بالألفاظ والإيجاز والمعاني المزدوجة، موضحة بأمثلة غنية. ينتهي هذا القسم بتمييز فرويد الشهير حول «ميول» النكتة، حيث يحاول فصل تلك النكات التي لها ميول نحو معاني خفية أو ذات غرض محدد مخفي أو مخفي جزئيًا، عن «المجردة» أو «غير المغرضة». النكات التي هي غير ضارة تماما: يحاول تقديم أي أمثلة، وفي خضم مثاله الأول، يعترف فجأة أنه بدأ «في الشك فيما إذا كنت محقًا في الادعاء بأن هذه مزحة غير مغرضة». ومثاله التالي هو نكتة يدعي أنها غير متحيزة، لكنه يدرسها في مكان آخر بشكل مكثف بسبب ميولها. يستخدم فرويد هذا للإنطلاق في استكشاف كيف تتضمن النكتة ترتيبًا للناس: راوي النكتة - جمهور مستمع - هدف، غالبًا ما يشمل اثنين (المهرج والمستمع) ضد واحد، والذي غالبًا ما يكون كبش فداء. يصف كيف يمكن أن تكون النكات جنسية، «تجريد» ذلك الشخص، ثم يتجه نحو كيفية تجميع النكات للعداء أو السخرية. يفحص فرويد في هذا الفصل تقنية الذكاء وميول الذكاء. وبذلك، يستغنى عن مصطلحات التحليل النفسي، ويقدم نصه كعملية معرفية يجذب بها القارئ. الجوانب التقنية المركزية هي في مزيج الكلمات، واستخدام مادة (كلمة) متطابقة والمعنى المزدوج في التورية. ووفقًا لفرويد، فإن «عمل النكتة» يستخدم «الانحراف عن التفكير العادي والتشريد والعبثية». تتوافق هذه التقنيات مع آليات عمل الأحلام التي وصفها فرويد: في الأحلام أيضًا، تُحدث النفس تحولات، على سبيل المثال من خلال تمثيل رغبة مع نقيضها. يفحص فرويد ماهية النكتة. يميز الشهوة والعدوان بأنها الاتجاهات الرئيسية. يصف فرويد دور الذكاء فيما يتعلق بهذه النوايا على النحو التالي: «إنها تمكن من إرضاء دافع (شهواني وعدائي) أمام عائق يقف في الطريق، فهو يتحايل على هذه العقبة، وبالتالي يجتذب المتعة من مصدر المتعة الذي أصبح يتعذر الوصول إليه بسبب هذا العائق». يمكن أن يكون العائق الملموس منعًا من التصرف بدوافع جنسية أو عدوانية. تكسر النكتة هذا التثبيط لفترة قصيرة وبالتالي يكون لها تأثير ممتع أو مضحك. من غير الواضح بالنسبة لفرويد ما هو جزء قوة الذكاء المستمد من ميله أو أسلوبه.
جزء اصطناعي (التركيبي): محاولة للجمع بين بنية النكتة والميول الممتعة للنكتة. لماذا النكات ممتعة؟ إجابة فرويد هي أن هناك متعة يمكن الحصول عليها من توفير الطاقة النفسية: يتم التعبير عن مشاعر خطيرة من العداء أو العدوانية أو السخرية أو الجنس، وتجاوز الرقابة الداخلية والخارجية، وبالتالي الاستمتاع بها. إنه يفكر في المصادر المحتملة الأخرى للمتعة، بما في ذلك التعرف، والتذكر، وتقدير الموضوعات، والتخفيف من التوتر، وملذات الهراء واللعب. بعد ذلك، في خطوة من شأنها أن تحير منتقديه أو يتجاهلونها، يتحول فرويد إلى النكات على أنها «عملية اجتماعية»، مدركًا أن النكات قد تتحدث عن الحياة الاجتماعية في وقت معين أكثر من الحديث عن أشخاص معينين؛ قام بتحويل هذا إلى تحقيق في سبب مزاح الناس معًا، والتوسع في وجهات نظره الاقتصادية النفسية من خلال مناقشات حول التماسك الاجتماعي والعدوان الاجتماعي.
الجزء النظري: يربط فرويد نظرياته عن المزاح بنظريات أحلامه من أجل شرح بعض الجوانب المحيرة للمزاح (بما في ذلك كيف تبدو النكات وكأنها تأتي من العدم؛ كيف نحصل على النكتة عادة بسرعة كبيرة، حتى عندما تكون كذلك. يعبر عن ظواهر اجتماعية معقدة للغاية؛ ولماذا نحصل على نوع معين من المتعة من فعل التواصل). وينتهي بفحص بعض هذه الموضوعات في أنواع أخرى من الكوميديا، مثل الكوميديا المادية والكاريكاتير.
أخيرًا، يحلل فرويد الكوميديا والفكاهة بشكل عام. ويختم بملخص دراسته: "نحن الآن في نهاية مهمتنا، بعد أن قللنا آلية المتعة الفكاهية إلى صيغة مماثلة لتلك الخاصة بالمتعة الهزلية والذكاء. بدا لنا أن متعة الفطنة تنبع من الإنفاق الموفر للمنع، ومتعة الكوميديا من الإنفاق الموفر للعرض، ومتعة الفكاهة من الإنفاق الموفر للعاطفة. في جميع الطرق الثلاثة للعمل في أجهزتنا النفسية، تنبع المتعة من الادخار؛ يتفق الثلاثة على أنهم يمثلون طرقًا لاستعادة المتعة من النشاط العقلي والتي ضاعت في الواقع فقط من خلال تطوير هذا النشاط. لأن النشوة التي نسعى جاهدين لتحقيقها بهذه الطرق ليست سوى مزاج العمر الذي اعتدنا فيه أن نقوم بعملنا النفسي بجهد ضئيل، مزاج طفولتنا، حيث لم نكن نعرف الكوميديا، غير قادرين على النكات ولم تكن بحاجة إلى الفكاهة لتجعلنا نشعر بالسعادة في الحياة.

## نقد وتعليقات
كتب الكاتب المسرحي المصري علي سالم مقالة تحت عنوان «النكتة وعلاقتها باللاوعي» على موقع صحيفة «الشرق الأوسط» السعودية في 4 نوفمبر 2013: «أقول لك مرجعيتي في فهم الصفات التشريحية لها.. إنه فرويد ناظر مدرسة التحليل النفسي في العصر الحديث، وذلك من خلال كتابه غير المشهور «النكتة وعلاقتها باللاوعي». طبعا الفكاهة لم تكن مهنة ذلك الرجل صاحب العقل الجبار في فهم النفس البشرية، وتأليف هذا الكتاب له حكاية، فبعد كتابه في بداية القرن الماضي عن الأحلام، أرسل صديق له معلقا بأنه يحلم أحلاما أشبه بالنكتة، وهنا بدأ ذلك العبقري في البحث عن الصلة بين النكتة كما يصنعها اللاوعي، والحلم.. وكانت نتيجة بحثه هي أن اللاوعي هو المسؤول عن صنع النكتة تماما كما هو مسؤول عن صنع الحلم. هنا أصل معك أيها الشاب المشتغل في هذا الميدان، ميدان الضحك والنكتة والفكاهة، إلى محطة القيام وهي أن النكتة ليست من صنع الوعي، بل هي من صنع اللاوعي. وبذلك يكون بحثك عنها بوعيك يصل بك إلى الاستظراف وإلى ما هو أسوأ وهو السخرية. النكتة جادة تماما مثل الحرب، والكوميديا شخص جاد بل يكاد يقتله الجد، لكنه لا يبحث عن النكتة بل هي التي تبحث عنه. دعني أزل قليلا من الغموض عن كلامي.. كل ما هو مصدره اللاوعي نحن عاجزون عن التحكم فيه، بل هو الذي يتحكم فينا، ولما كان هدف النكتة هو الصلاح والإصلاح، لذلك فإنها تتعامل مع الخطأ الذي لا تراه الناس بهدف استحضاره أمام أعينهم فيخجلون من ممارسته. صانع الفكاهة حساس جدا للأخطاء، كل أخطاء البشر من حوله تتسلل إلى لاوعيه، وتضغط على أعصابه بقوة إلى أن تتمكن من الخروج لكي تواجه هدفها. معنى ذلك أن صانع الفكاهة لا يستطيع أن يجلس إلى مكتبه ويسأل نفسه: ترى ما هو الخطأ الذي سأكشفه للناس لأفجر عندهم الضحكات».
اشتق جورج دبليو كيلينج في مقاله عام 1971، أربع أطروحات من أعمال فرويد، والتي اختبرها تجريبياً. قام بتقييم الرسوم المتحركة حسب الموضوعات: إذا كانت الرسوم الكرتونية تحتوي على محتوى جنسي أو عدواني أو مزعج، فسيتم اعتبارها أكثر تسلية. إذا كان الممثلون الرئيسيون في الرسوم المتحركة هم الأطفال أو الحيوانات أو الأشخاص الذين يتم تصويرهم على أنهم بدائيون، فيُنظر إليهم على أنهم أكثر تسلية من الرسوم الكاريكاتورية مع البالغين القريبين من القاعدة. كلما كانت أجزاء النص من الرسوم أقصر، كان يُنظر إليها على أنها أكثر تسلية. كلما زادت الاختلافات في تقييم الرسوم المتحركة، قل مظهرها المضحك باستثناء الفرضية الرابعة، دعمت البيانات صحة هذه الادعاءات. لذلك يبدو من الممكن استنباط تنبؤات من نظرية فرويد يمكن إثباتها. هذا لا يؤكد نظرية فرويد، ولا سيما الافتراضات المتعلقة بالجهاز النفسي لا يمكن إثباتها تجريبياً. ومع ذلك، يجب أن يكون واضحًا إثبات الفرضية الأولى في حجة فرويد بحقيقة أن «الجهد الأولي للقمع هو الأعظم».
كتب شويلر هندرسون على موقع قاعدة بيانات المؤلفات والفنون والطب في 21 مارس 2008: «هذا الكتاب هو واحد من أكثر غزوات فرويد التي يمكن الوصول إليها في الثقافة وعلم النفس في الحياة الاجتماعية، مع استثمار أقل في عملية التحليل النفسي كشكل من أشكال العلاج من بعض كتبه الأخرى، ومناقشات أقل للعلاقات بين الطبيب والمريض؛ لكن مثل هذه المواضيع ليست بعيدة عن ذهنه. ماذا نتعلم عن الناس من النكات التي يروونها؟ لماذا نمزح؟ لماذا يبدو الضحك لا إراديًا؟ لماذا يصعب شرح شيء شائع وعالمي؟ هذه بعض الأسئلة التي يطرحها فرويد. لم تكن فكرته القائلة بأن النكات تحزم قدرًا هائلاً من العداء جديدة ولم تكن فكرة أن المزاح هو تنفيس عاطفي (ويقر فرويد على النحو الواجب بمصادره). لكنه، في خطوة بنيوية بامتياز، يستكشف كيف ترتبط الأشكال الدلالية للمزاح بالأشكال النفسية: الإيجاز، والتلاعب بالكلمة، والعلاقات النحوية والدلالية».

## وصلات خارجية
https://medhum.med.nyu.edu/view/12852 النكات وعلاقتها باللاوعي
https://www.textlog.de/freud-psychoanalyse-humor.html النكات وعلاقتها باللاوعي